# Langflügelpapageien
Die Langflügelpapageien (Poicephalus) sind eine Vogelgattung aus der Familie der Eigentlichen Papageien (Psittacidae). Der Gattung werden zehn Arten zugerechnet, die überwiegend als Lebensraum- und Nahrungsgeneralisten gelten. Gemeinsam mit den Unzertrennlichen und den in Madagaskar endemisch vorkommenden Vasapapageien sind sie die typischen Papageienarten der tiergeografischen Region Afrotropis. Charakteristisch ist für die etwa staren- bis taubengroßen Papageien dieser Gattung ein mittellanges Schwanzgefieder, so dass die Flügelspitzen bis fast an die Spitze der Schwanzfedern reichen.
Langflügelpapageien werden seit Jahrhunderten als Heimtiere gehalten. Der bekannteste Vertreter unter ihnen ist der Senegalpapagei. Senegalpapageien wurden vermutlich bereits zu Beginn des 19. Jahrhunderts als Heimtiere nach Europa importiert. Lange Zeit standen sie in dem Ruf, für die Haltung als Ziervögel gut geeignet zu sein, da sie besonders zahm würden. Nach wie vor zählen Senegalpapageien nach dem Graupapagei zu der am häufigsten eingeführten afrikanischen Großpapageienart.

## Erscheinungsbild

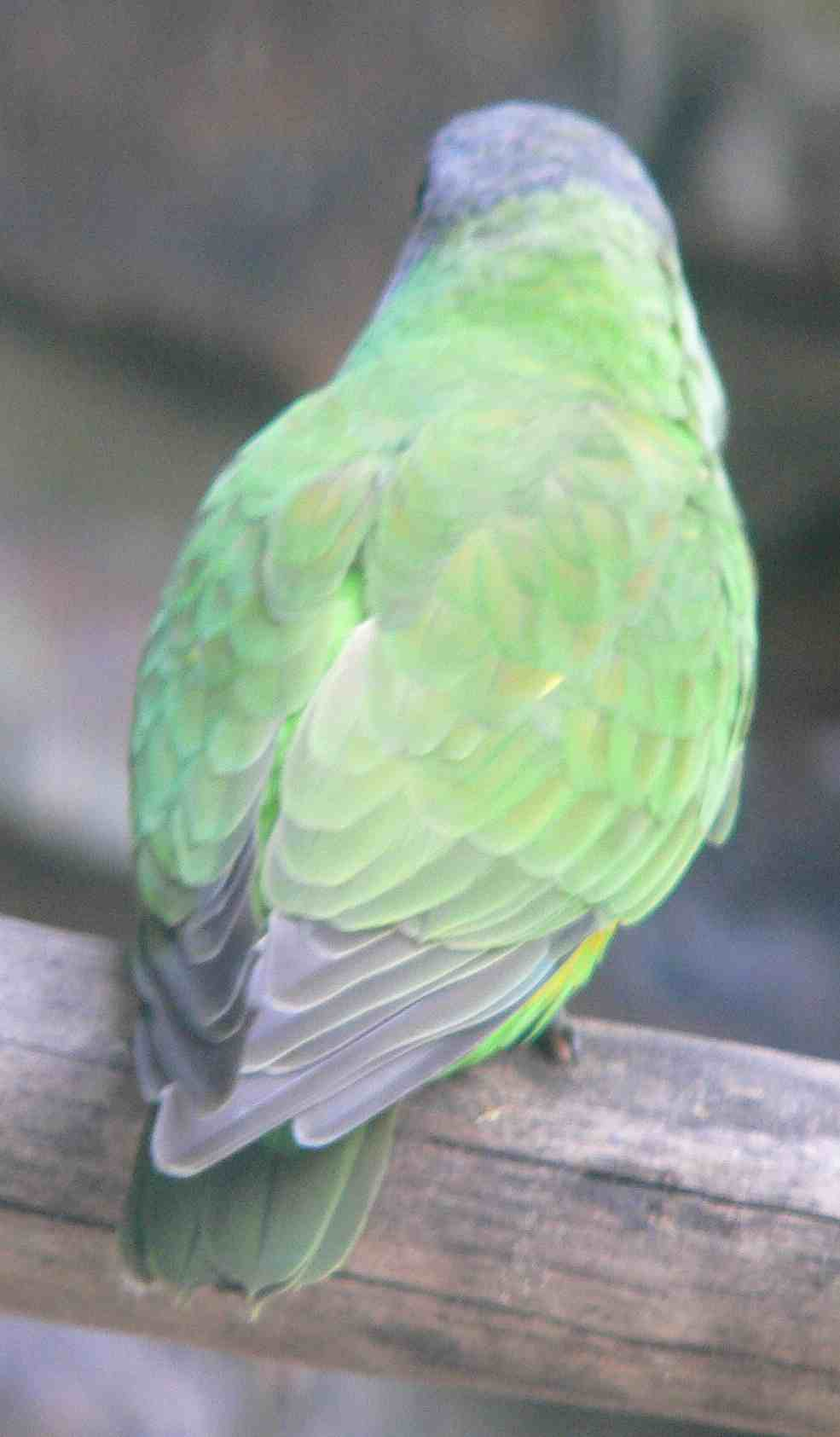
Die Flügelspitzen der Langflügelpapageien reichen fast bis ans Ende des Schwanzgefieders

Langflügelpapageien sind mittelgroße Papageien mit einem stämmigen Körperbau. Die kleinste Art ist der Goldbugpapagei. Ausgewachsene Goldbugpapageien haben eine Körperlänge von 22 Zentimeter und ein Gewicht von etwa 120 Gramm. Die größte Art ist der Kappapagei, der so groß wie ein Graupapagei wird. Kappapageien erreichen eine Körperlänge bis von zu 32 Zentimetern. Adulte Männchen dieser Art wiegen bis zu 400 Gramm.
Der Kopf der Langflügelpapageien wirkt massig und der Schnabel wuchtig. Die Schnabelfarbe variiert in Abhängigkeit von der jeweiligen Art. Bei einigen Arten wie etwa dem Braunkopfpapagei und dem Niamniampapagei ist der Oberschnabel grau gefärbt, der Unterschnabel weist dagegen eine weißgraue Farbe auf. Andere Arten haben einen einheitlich dunkelgrauen Schnabel oder einen Schnabel, der bis zur Mitte hornfarben gefärbt ist und erst zur Schnabelspitze hin grau wird.
Einen im Vergleich zum übrigen Körper besonders kräftig gebauten Schnabel weist der Kappapagei auf, der sich überwiegend von den hartschaligen Früchten der Podocarpus-Bäume ernährt. Als Beleg für die Kraft der Kappapageien weist die britische Papageienexpertin Rosemary Low darauf hin, dass diese Art als einzige unter den Langflügelpapageien in der Lage ist, mit ihrem Schnabel eine Walnuss aufzuknacken. Außer den Aras verfügen auch sonst nur sehr wenige Papageienarten über diese Fähigkeit.
Das Schwanzgefieder der Langflügelpapageien ist mittellang und endet in einer geraden Linie. Die Flügelspitzen reichen bis fast an das Ende des Schwanzgefieders, was den optischen Eindruck vermittelt, die Flügel seien besonders lang.
Die Gefiederfärbung der einzelnen Arten ist uneinheitlich. Bei den meisten Arten dominiert Grün als Grundfärbung des Körpergefieders. Das Kopfgefieder ist häufig deutlich vom übrigen Körpergefieder abgesetzt. Beim Mohrenkopfpapagei und beim Braunkopfpapagei ist dieses beispielsweise schwärzlich- bis dunkelbraun, beim Graukopfpapagei und Kappapagei dagegen graubraun bis silbergrau. Beim Kongopapagei ist der Farbübergang zwischen Kopf- und Körpergefieder fließender als bei diesen vier Arten. Bei dieser Art ist lediglich die Ohrgegend schiefergrau und Stirn sowie Scheitel dagegen rot gefärbt. Abweichend von den übrigen Arten haben die Männchen des Rüppellpapagei ein braunes Gefieder mit einem silbergrauen Überzug an Scheitel und Ohrdecken. Lediglich auf der Oberseite weist das Gefieder einen leichten grünlichen Anflug auf. Bei weiblichen Rüppellpapageien ist dagegen die untere Rückenpartie sowie der Bürzel und die Oberschwanzdecken leuchtend blau. Die untere Bauchregion und die Analgegend sind von mattblauer Farbe.
Bei einigen Arten wie Mohrenkopf-, Braunkopf- und Goldbugpapagei lässt sich von der Gefiederfärbung nicht auf das Geschlecht schließen. Andere Arten wie etwa der Rüppellpapagei und der Rotbauchpapagei haben dagegen eine geschlechtsspezifische Färbung. Rotbauchpapageien weisen innerhalb der Langflügelpapageien den deutlichsten Geschlechtsdimorphismus auf. Während die Männchen eine auffällig rot bis kräftig rotorange Gefiederfärbung an Brust, Bauch und Unterflügeldecken aufweisen, sind diese beim Weibchen graubraun gefiedert.

## Verbreitungsgebiet
Das natürliche Verbreitungsgebiet der Langflügelpapageien erstreckt sich in Afrika von der Küstenregion des Roten Meeres und des Golfes von Eden im Norden bis zu den Drakensbergen in Südafrika und der nördlichen Grenze der Kalahari und der Namibwüste im Süden und Südwesten Afrikas.

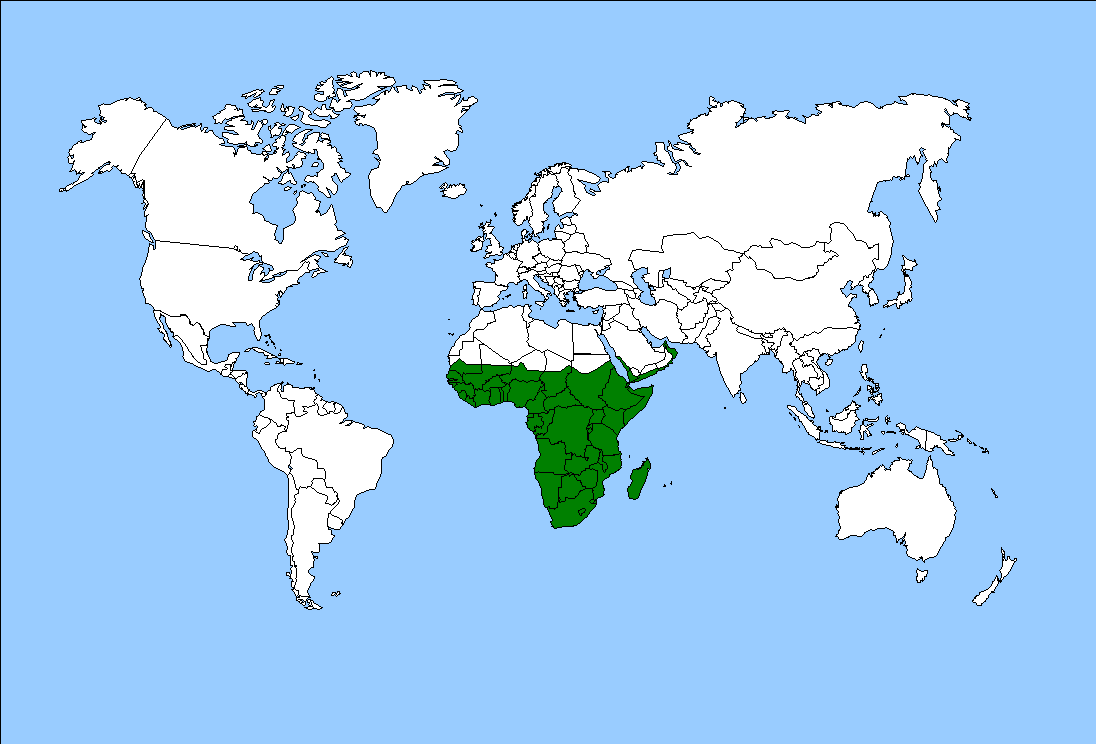
Afrotropis: Langflügelpapageien zählen zu den typischen Papageien der Afrotropis

Langflügelpapageien finden sich entsprechend außer in den afroalpinen Hochgebirgsregionen in allen tropischen Lebensräumen Afrikas sowie in den subtropischen Florenregionen Kalahari-Highveld-Übergangsraum und der Afromontanen Zone. Die Sahelzone und die beiden Wüsten Namib und Kalahari stellen jeweils natürliche Verbreitungsgrenzen dar, da sie für die Langflügelpapageien keine geeigneten Lebensräume bieten. Im Südosten Afrikas schränkt dagegen die zunehmende Abholzung der Waldgebiete den möglichen Lebensraum der Langflügelpapageien ein. Der Kappapagei, der als die am stärksten bedrohte afrikanische Großpapageienart gilt und dessen Verbreitung am weitesten nach Süden reicht, weist in einer Region, die von der Eastern Cape Province bis nach KwaZulu-Natal reicht, nur noch eine disjunkte Verbreitung auf.
Nur sehr wenige der vor den afrikanischen Küsten liegenden Inseln werden von Langflügelpapageien besiedelt. Braunkopfpapageien leben auf der vor der ostafrikanischen Küste liegenden Insel Pemba und Mohrenkopfpapageien kommen auch auf den Îles de Los vor der Küste Guineas vor. Auf Sansibar sind Langflügelpapageien mittlerweile ausgestorben.
Die Verbreitungsgebiete der einzelnen Arten der Langflügelpapageien überlappen sich in der Regel nicht. Bei extremen Nahrungsverknappungen, wie sie nach längeren, mehrjährigen Dürreperioden auftreten können, wandern Langflügelpapageien gelegentlich in andere Regionen ab, die ergiebigere Nahrungsgründe bieten. In diesen Fällen kommt es vor, dass mehr als eine Art in einer Region auftritt. Andere Papageienarten, die in Teilen des Verbreitungsgebietes der Langflügelpapageien vorkommen, sind Graupapagei, Halsbandsittich sowie die zu den Unzertrennlichen zählenden Orange-, Grün-, Rosen-, Ruß-, Pfirsich-, Schwarz- und Erdbeerköpfchen sowie der Tarantapapagei.

## Lebensraum

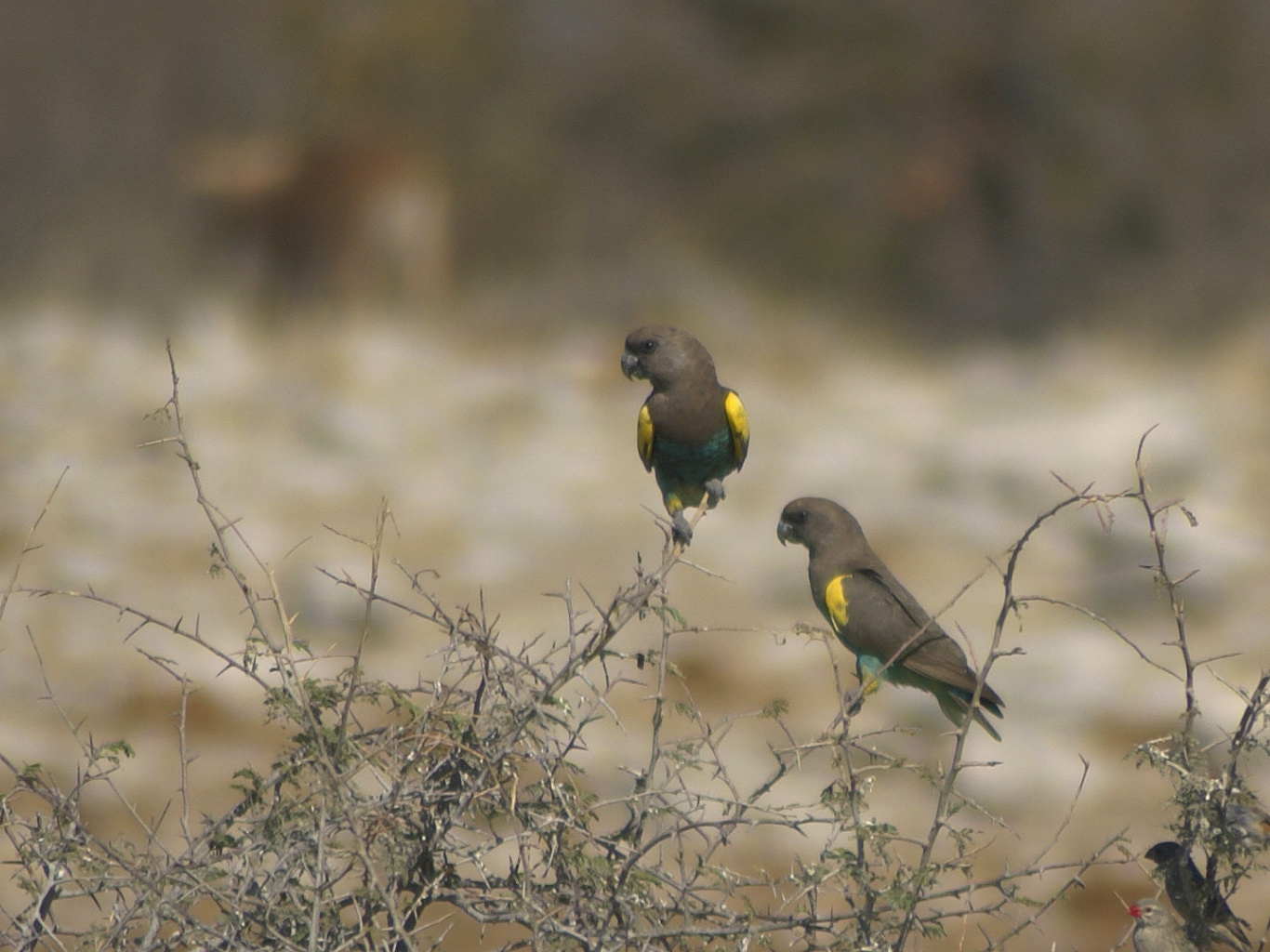
Goldbugpapageien

Die meisten Arten der Langflügelpapageien gelten als anpassungsfähige Lebensraumgeneralisten. Die Ausnahme stellt der Kappapagei dar, der auf Grund seiner Nahrungsspezialisierung weniger flexibel in seinen Lebensraumansprüchen ist und auf Steineibenwälder angewiesen ist. Zum Lebensraum der übrigen Langflügelpapageien zählen unter anderem Tieflandregenwälder, Mangrovengebiete, Feucht- und Trockenwälder verschiedener Vegetationszonen, Baum- sowie locker mit Bäumen bestandene Strauch- und Grassavannen.
Zu den Arten, die ein besonders großes Spektrum unterschiedlicher Lebensräume besiedeln, zählen der Reichenows Graukopfpapagei und der Goldbugpapagei. Der Lebensraum des Reichenows Graukopfpapagei erstreckt sich über baumbestandene Tieflandsavannen bis zu dauerfeuchten Hochgebirgsregenwäldern in Höhenlagen bis zu 4.000 Meter. Auch der Goldbugpapagei besiedelt neben Feuchtwäldern unterschiedlicher Vegetationszonen auch Strauch- und Grassavannen.
Auf landwirtschaftlichen Anbauflächen sind Langflügelpapageien sporadisch während der Reifezeit von Obst und Getreide zu beobachten.

## Lebensweise

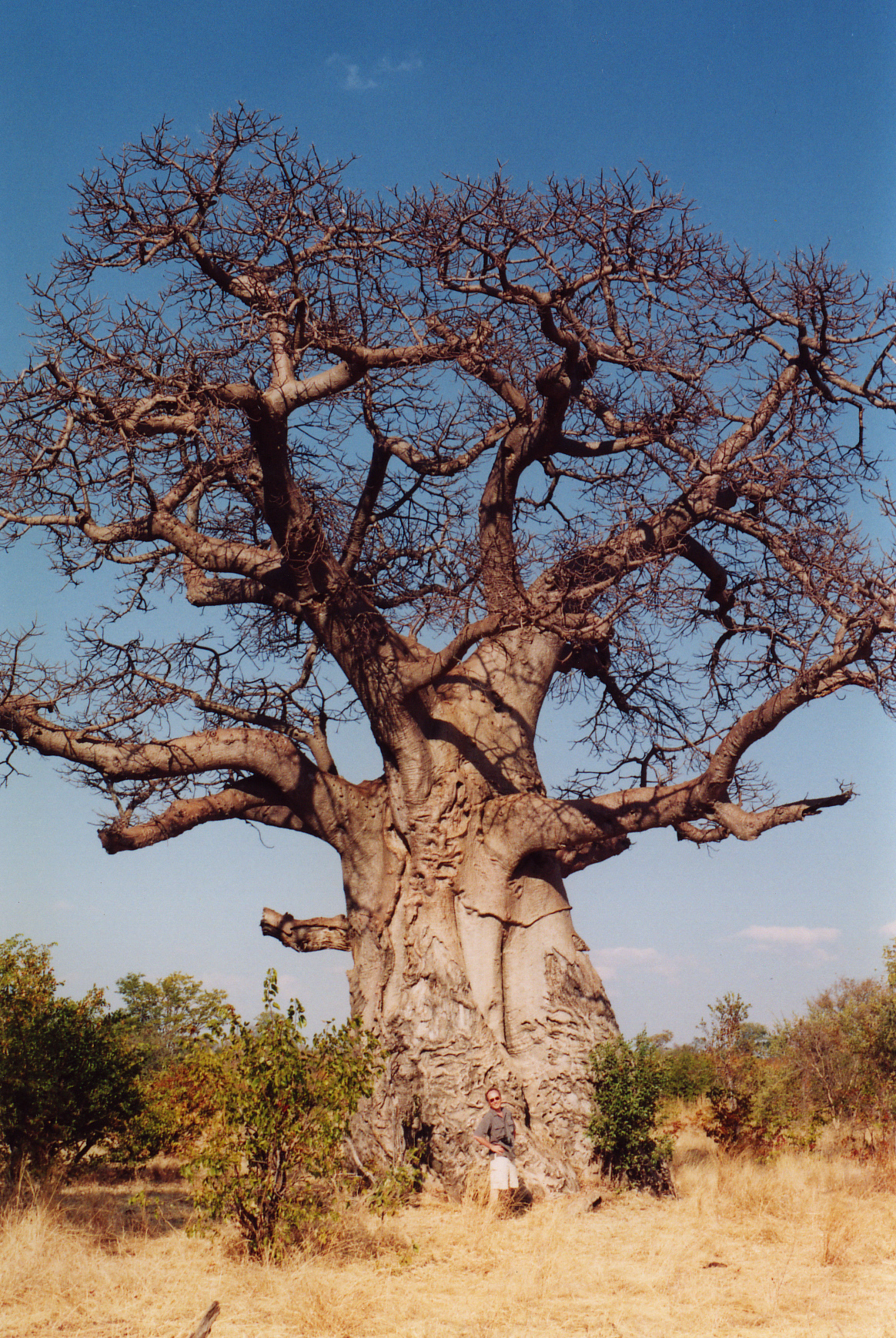
Langflügelpapageien nutzen häufig Afrikanische Affenbrotbäume als Nistbaum

Obwohl sie mit den süd- und mittelamerikanischen Amazonenpapageien keinen näheren Verwandtschaftsgrad aufweisen, besetzen Langflügelpapageien ähnliche ökologische Nischen wie diese und weisen eine Reihe ähnlicher Verhaltensmerkmale aus.
Langflügelpapageien leben überwiegend in kleinen Familiengruppen, die aus den Elternvögeln und den Jungvögeln bestehen und schließen sich gelegentlich mit anderen Familiengruppen zu lockeren Verbänden zusammen. An Stellen, an denen ein reichliches Nahrungsangebot vorhanden ist, können ihre Schwärme mehr als 100 Individuen umfassen. Sie sind grundsätzlich scheue Vögel, die zwar gelegentlich in reife Hirse- und Maisfelder sowie Obstplantagen im Randgebiet von Dörfern und Städten einfallen, die aber eine große Fluchtdistanz gegenüber dem Menschen haben.
Die Nacht verbringen Langflügelpapageien in den Kronen von Bäumen. Bei diesen Schlafbäumen handelt es sich überwiegend um regelmäßig genutzte Übernachtungsplätze. Mit Dämmerungsbeginn putzen sie zunächst ihr Gefieder und brechen dann zu ihren Nahrungsgründen auf. Dem Aufbruch gehen gewöhnlich laute Rufe voran. Abhängig vom Nahrungsangebot können sie auf ihren Flügen zu Nahrungsplätzen beträchtliche Strecken zurücklegen. Für den Graukopfpapagei sind Nahrungsflüge bis zu 80 Kilometer belegt. Bei Teilpopulationen des Kongopapageis hat man beobachtet, dass sie in höheren Lagen übernachten und für die Nahrungssuche bis zu 300 Höhenmeter tiefer liegende Täler aufsuchen.
Nach der morgendlichen Fressphase suchen die Langflügelpapageien die Kronen von Bäumen unweit ihres Nahrungsplatzes auf und verbleiben dort bis zum Spätnachmittag. Die Ruhe- und Schlafphasen werden von Phasen unterbrochen, in denen sich die Vögel intensiv der Gefiederpflege widmen. Am Spätnachmittag suchen die Vögel nochmals die Nahrungsplätze auf und kehren dann zu ihren Übernachtungsplätzen zurück.

## Nahrung

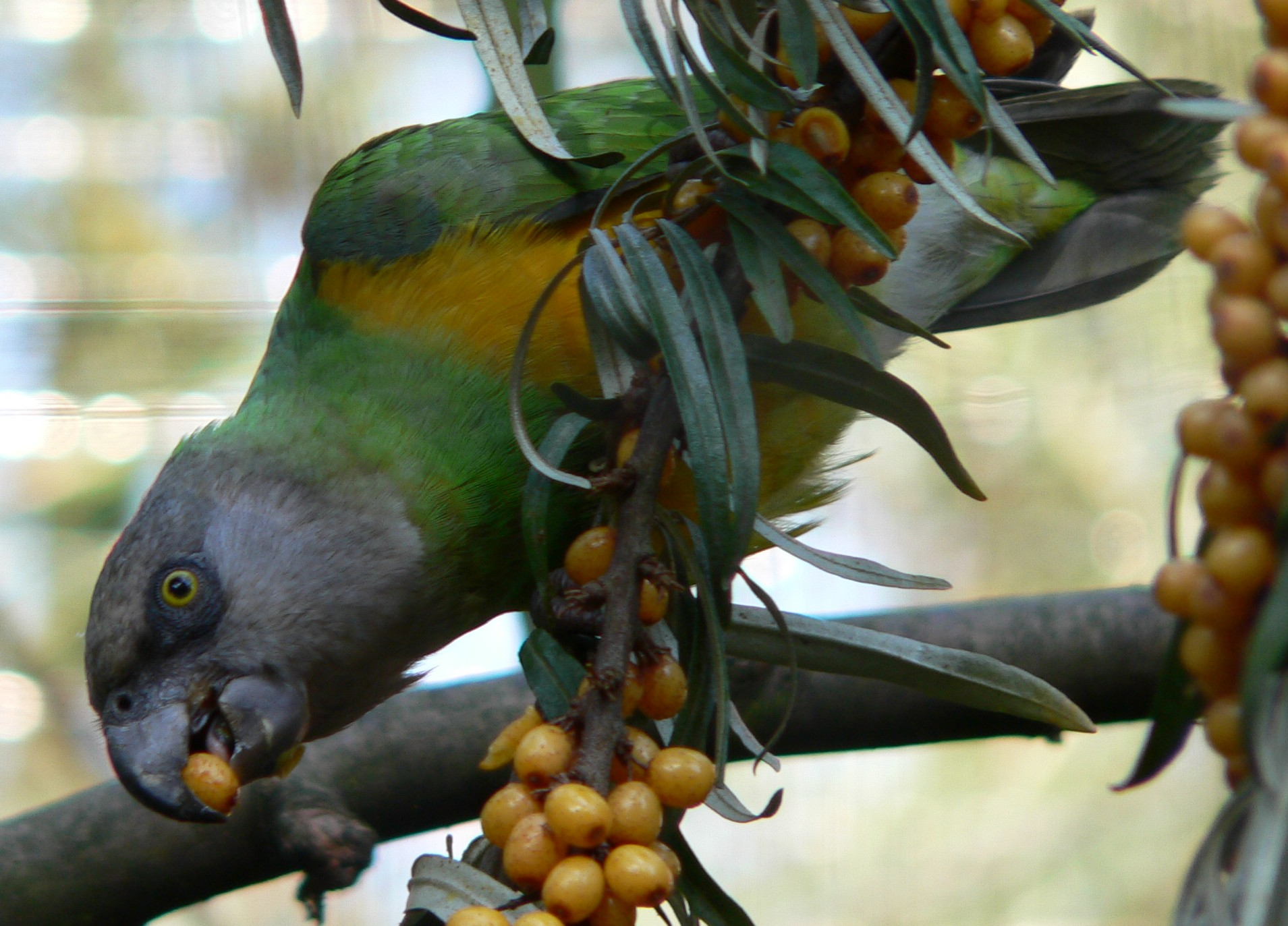
Fressender Mohrenkopfpapagei

Die meisten der Langflügelpapageien gelten als Nahrungsgeneralisten. Sie fressen die Samen, Früchte und Blätter einer Reihe verschiedener Baum- und Straucharten. Auch nektarreiche Blüten sowie Scheinfrüchte werden als Nahrung genutzt. Gelegentlich werden von Langflügelpapageien auch Insekten gefressen, wobei dies jedoch immer nur einen geringen Anteil an der gesamten Nahrungsaufnahme darstellt. Der Feuchtigkeitsgehalt ihrer Nahrung ist zu gering, um den Wasserbedarf der Langflügelpapageien abzudecken. Sie sind deshalb darauf angewiesen, dass ihr Lebensraum offene Wasserstellen aufweist.
Der Kappapagei stellt innerhalb der Langflügelpapageien eine Ausnahme dar, da er sich auf wenige Nahrungspflanzen spezialisiert hat. Er frisst überwiegend die Samen der Steineiben (Podocarpus) und in geringerem Umfang die des Afrikanischen Zürgelbaumes. Diese hohe Abhängigkeit von wenigen Nahrungspflanzen ist ursächlich dafür, dass diese Art vom Aussterben bedroht ist.
Einige der Langflügelpapageienarten wie der Mohrenkopfpapagei und der Goldbugpapagei haben sich einem knappen oder jahreszeitlich schwankenden Nahrungsangebot angepasst, indem sie außerhalb der Fortpflanzungszeit nomadisieren und nach Versiegen des Nahrungsangebots in andere Regionen abwandern.

## Fortpflanzung

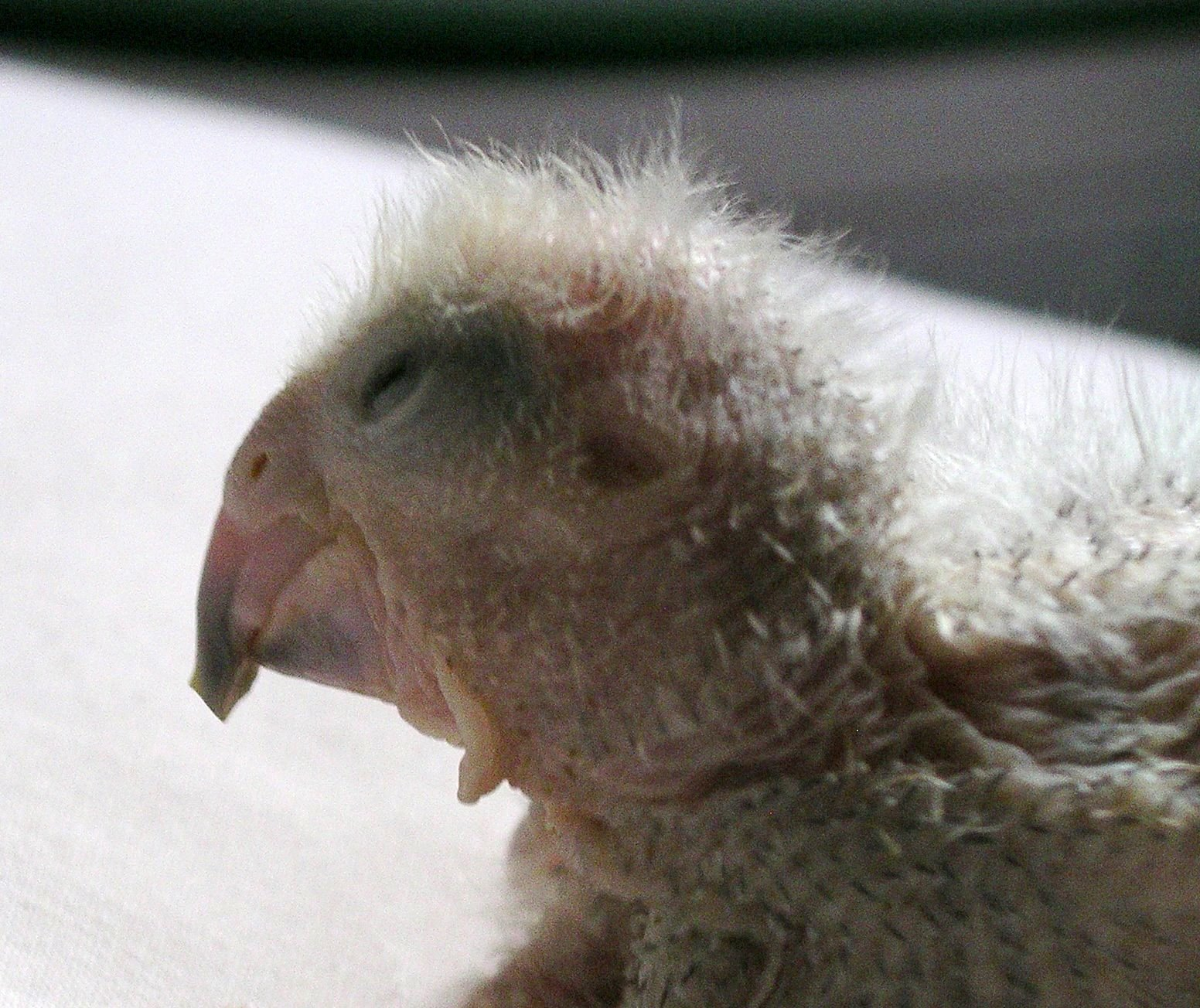
Zwei Wochen alter Mohrenkopfpapagei

Langflügelpapageien kommen frühestens in ihrem dritten Lebensjahr zur Fortpflanzung. Als Brutplätze werden Ast- und Baumstammhöhlen großer Bäume genutzt. Der Afrikanische Affen- und der Johannisbrotbaum gehören zu den Baumarten, die besonders häufig Nisthöhlen der Langflügelpapageien aufweisen. Kappapageien bevorzugen Steineiben und Rotbauchpapageien brüten auch in Löchern von Termitenbauten.
Das Gelege besteht in der Regel aus zwei bis vier Eiern, die im Abstand von ein bis vier Tagen gelegt werden. Die Eier werden ausschließlich durch die Weibchen bebrütet. Die Brutdauer beträgt etwa 26 bis 28 Tage. Die Männchen versorgen während des Brütens und in den ersten Tagen nach dem Schlupf der Jungvögel die Weibchen mit Nahrung und halten sich grundsätzlich in der Nähe der Bruthöhle auf. Angaben über die Schlupfgewichte von Jungvögeln liegen nur aus Nachzuchten in menschlicher Obhut vor. Danach wiegen die Jungvögel zu diesem Zeitpunkt etwa fünf (Goldbugpapagei) bis sechs (Braunkopfpapagei) Gramm. Sobald das Weibchen die Jungvögel nicht mehr hudert, beteiligt sich das Männchen auch direkt an der Fütterung der Nestlinge.
Über die Verbleibedauer der Jungvögel im Nest bei in freier Wildbahn lebenden Langflügelpapageien ist nur sehr wenig bekannt. Ausführlichere Beobachtungen liegen für den Kappapagei und den Graukopfpapagei vor. Beim Kappapagei verbleiben die Jungvögel bis zu 79 Tage im Nest. Beim Graukopfpapagei verließen die Jungvögel am 69. Lebenstag die Nisthöhle. Für den Mohrenkopfpapageien und den Braunkopfpapageien liegen verlässliche Angaben zur Nestlingszeit aus Nachzuchten in menschlicher Obhut vor. Beim Mohrenkopfpapageien schwankt die Nestlingszeit zwischen neun und elf Wochen. Beim Braunkopfpapagei verließen Jungvögel in ihrer zwölften Lebenswoche die Bruthöhle. Bis zum Ende der fünfzehnten Lebenswoche wurden die Jungvögel vom Männchen gefüttert.

## Fressfeinde, Parasiten und typische Erkrankungen

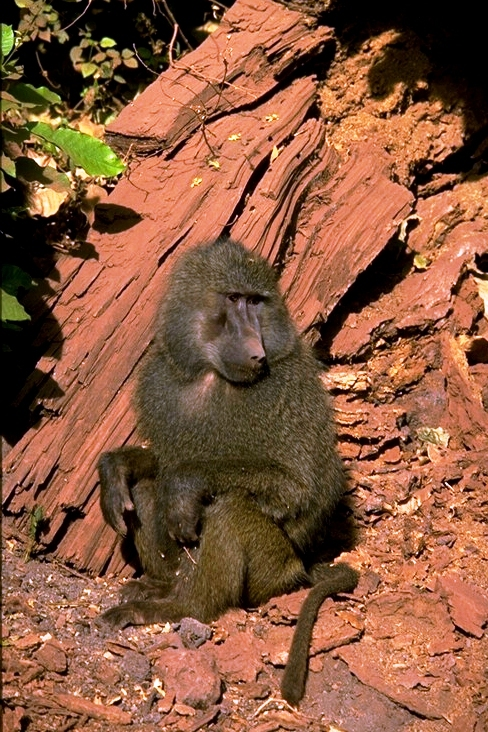
Paviane rauben gelegentlich die Nester von Langflügelpapageien aus

Brütende Weibchen und Nestlinge sind einem erheblichen Druck durch Prädatoren ausgesetzt. Zu den Nesträubern, die vor allem Eier und Jungvögel erbeuten, zählen die Afrikanischen Eierschlangen, die Afrikanischen Baumschlangen, Warane wie der Steppen- und der Nilwaran, Paviane und Schleichkatzen wie die Rote Manguste. Schlangensperber räubern die Nisthöhlen aus, indem sie sich mit einem Fuß am Rand der Bruthöhle festklammern und mit dem zweiten Fuß die Jungvögel in der Nisthöhle greifen.
Langflügelpapageien gehören außerdem zum Beutespektrum von Adlern, Habichten, Sperbern und Falken und werden von diesen im Flug gegriffen.
Milben und Federläuse zählen zu den Ektoparasiten, die die Federn und die Haut der Langflügelpapageien besiedeln. Zu den Endoparasiten, die Langflügelpapageien befallen, gehören Kokzidien, Spul-, Haar- und Bandwürmer. Über typische Erkrankungen wild lebender Langflügelpapageien ist nur wenig bekannt. Bei Untersuchungen an Kappapageien und Rüppells Papageien hat man jedoch festgestellt, dass ein Teil der Papageien das Virus der Psittacine Beak and Feather Disease (PBFD) in sich tragen. Diese Krankheit ist unheilbar und hat einen häufig tödlichen Verlauf. Bei einem Teil der Vögel, die mit dem Virus infiziert sind, kommt die Krankheit zwar nicht zum Ausbruch. Sie sind jedoch Krankheitsüberträger.

## Bestandssituation

### Bestandszahlen
Die Bestandssituation der Langflügelpapageien ist sehr uneinheitlich und reicht von nicht gefährdet bis stark bedroht. Ausführlichere Feldstudien über Langflügelpapageien sind bislang fast nur in der Republik Südafrika und Namibia durchgeführt worden. Entsprechend liegen für die in diesem Gebiet vorkommenden Arten beziehungsweise Unterarten die verlässlichsten Bestandszahlen vor. Für die übrigen Arten sind die Bestandsangaben häufig veraltet, widersprüchlich oder liegen gar nicht vor.

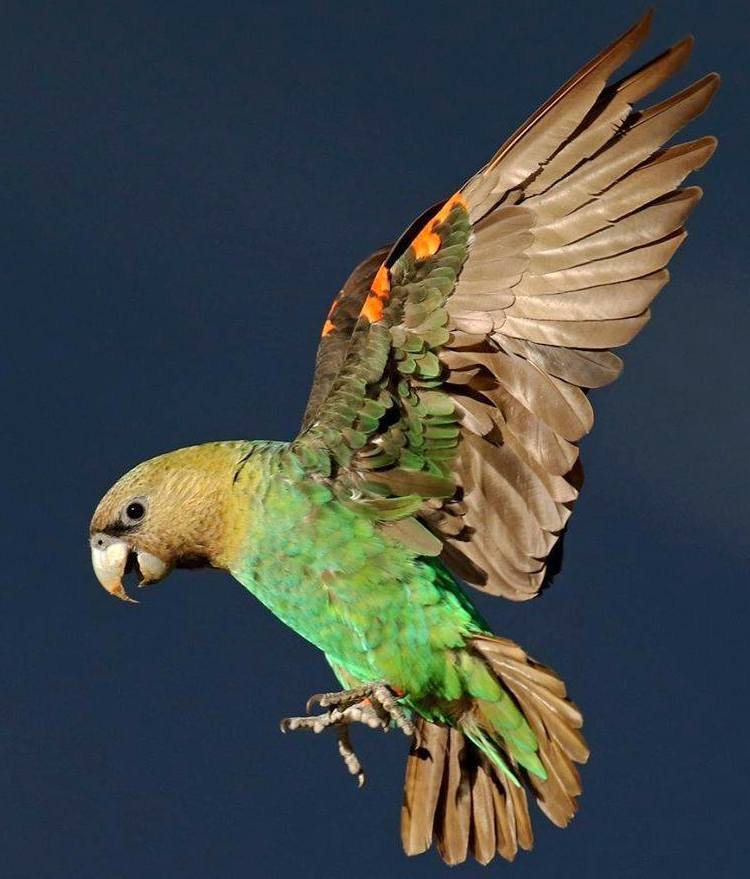
Kappapagei, die seltenste Art der Langflügelpapageien

Rotbauch- und Mohrenkopfpapagei gelten als Arten, die noch häufig vorkommen. Bei anderen Arten ist die Art als solche nicht bedroht, jedoch ist der Status von Unterarten kritisch. Dies gilt beispielsweise für den Kongopapagei, dessen im Westen Afrikas vorkommende Unterart Poicephalus gulielmi fantiensis nach weitreichenden Abholzungen und Fängen für den Export als bedroht eingeordnet wird.
Verlässlich ermittelte Bestandszahlen fehlen dagegen für den im Gebiet des Tschad und der Zentralafrikanischen Republik vorkommenden Niamniampapagei und den im zentralen Hochland von Äthiopien lebenden Gelbkopfpapagei. Der Status des Gelbkopfpapageis ist aber vermutlich kritisch, da es in seinem Lebensraum zu umfangreichen Abholzungen kam. Widersprüchlich sind die Angaben zum Braunkopfpapagei und zu Rüppels Papagei. Einzelne Studien weisen darauf hin, dass zumindest in großen Teilen ihres Verbreitungsgebietes diese beiden Arten sehr selten geworden sind. Andere Studien kommen zu dem Ergebnis, dass die Populationen zwar zurückgegangen sind, aber noch kein kritisches Niveau erreicht haben.
Zu den Langflügelpapageienarten, für die verlässliche Zahlen vorliegen, zählt der überwiegend von den Samen der Steineiben lebende Kappapagei, der als die am stärksten bedrohte Art dieser Gattung gilt. Nachdem die mit Steineiben bestandenen Flächen infolge von Abholzungen stark zurückgegangen sind, ist diese Art vom Aussterben bedroht. Im Jahre 2004 wurden nur noch 1024 Individuen dieser Art gezählt.

### Ursachen des Bestandsrückgangs

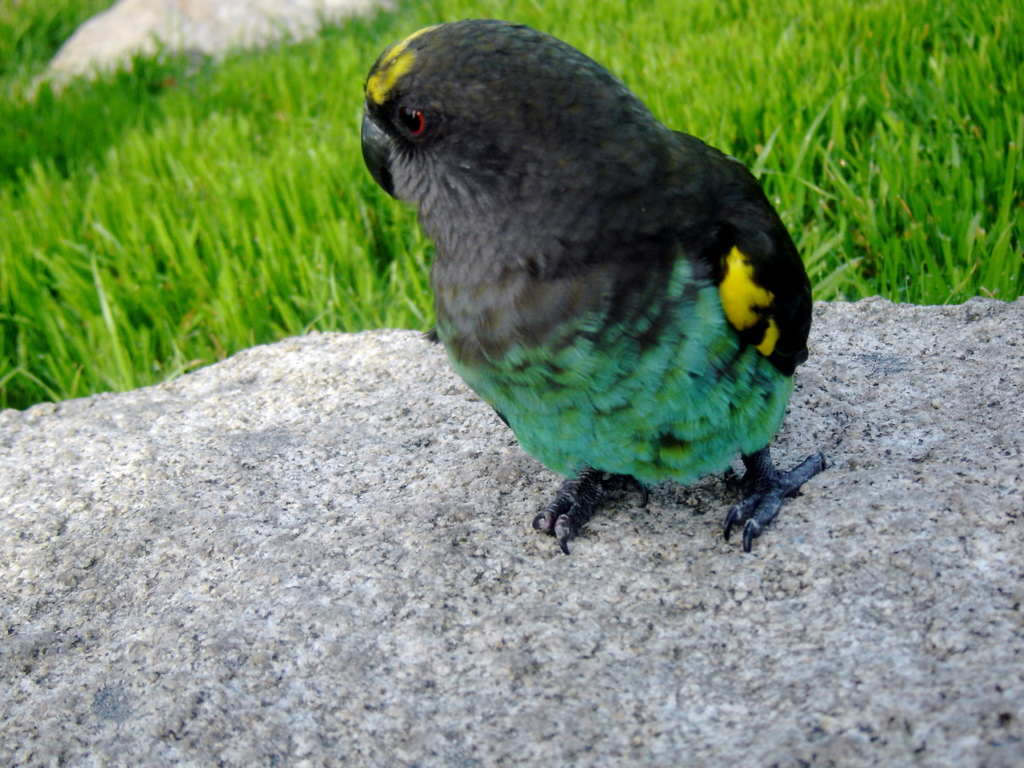
Goldbugpapagei

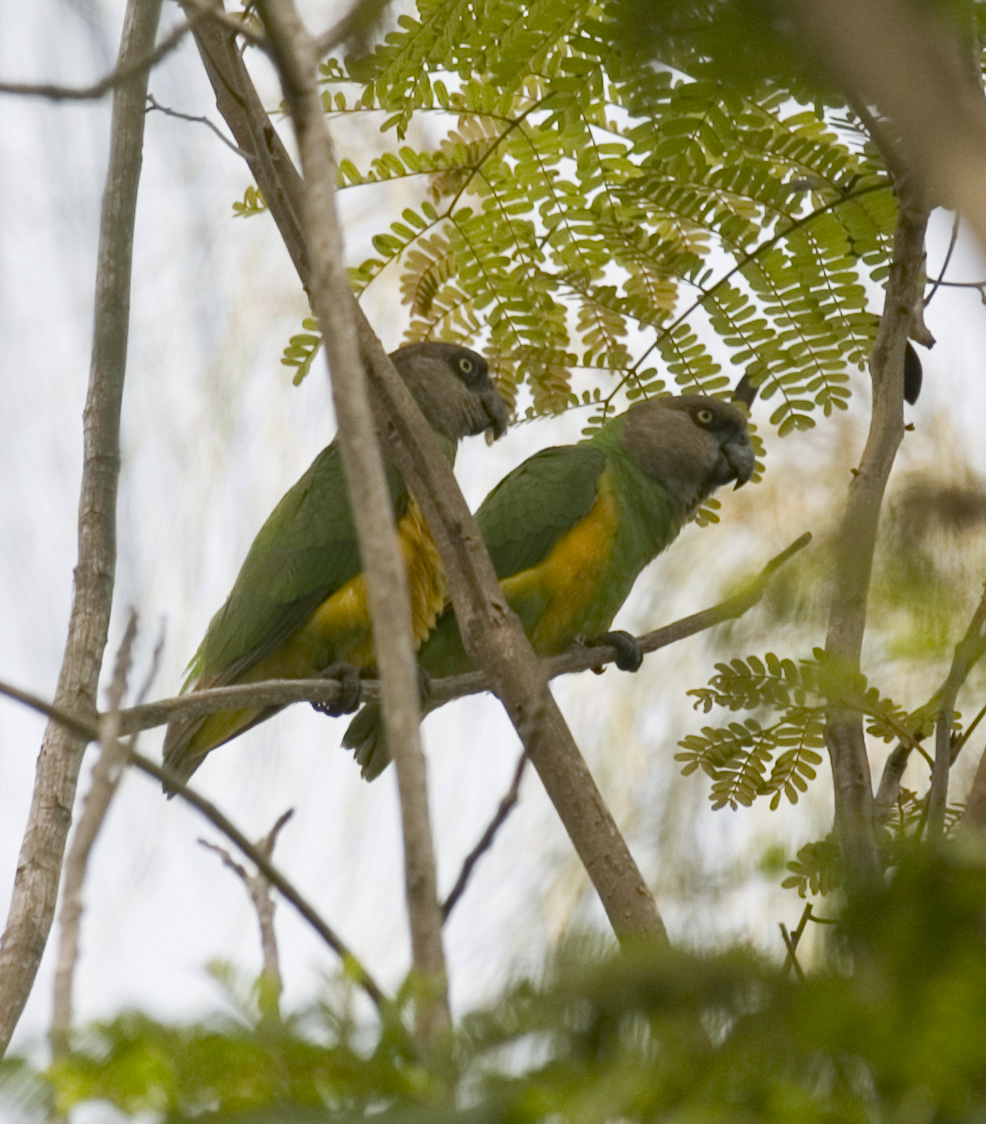
Ein Paar Mohrenkopfpapageien

Ursächlich für den Rückgang der Populationen der Langflügelpapageien ist einerseits eine zunehmende Habitatzerstörung und der zum Teil noch legale Fang dieser Papageien für den Export.
Der Rückgang an geeigneten Lebensräumen für Langflügelpapageien ist vor allem auf die stattfindende Entwaldung Afrikas zurückzuführen. Die Regen-, Feucht und Trockenwälder Afrikas werden ähnlich wie die Urwälder Asiens und Südamerikas intensiv zur Holzgewinnung genutzt. Darüber hinaus führt der Anstieg der Bevölkerung in vielen afrikanischen Ländern dazu, dass Wald in landwirtschaftliche Flächen umgewandelt wird. Der Grad der Entwaldung ist je nach Land unterschiedlich, der Rückgang der Waldflächen wird für die vergangenen 50 Jahre auf 20 % bis 80 % geschätzt. Wo es zur Wiederaufforstungen kommt, werden überwiegend Monokulturen angelegt. Verbleibende Restbestände von Wäldern sind regelmäßig so klein, dass es zu einer Verinselung von Tierpopulationen kommt, die ein langfristiges Überleben einer Art in dieser Region unwahrscheinlich macht.
Der Kappapagei ist ein charakteristisches Beispiel für eine solche Entwicklung. Weiträumige Abholzung der Steineibenwälder und ihre Wiederaufforstung mit nicht in Afrika heimischen Eukalyptus- und Koniferenarten haben diese Art an den Rand des Aussterbens gebracht. Er kommt heute nur noch in solchen Waldgebieten vor, die wegen ihrer Unzugänglichkeit nicht den Abholzungen zum Opfer fielen.
Die unzureichenden und zum Teil veralteten Kenntnisse über die tatsächlichen Populationszahlen der einzelnen Langflügelpapageienarten führen dazu, dass einige Arten der Langflügelpapageien noch unter der Anhang C der CITES-Vereinbarungen fallen, der erlaubt, dass Staaten Ausfuhrgenehmigungen für bestimmte Arten erteilen dürfen. Dabei werden auch Handelsgenehmigungen für Langflügelpapageien erteilt, die in den ausführenden Ländern nicht vorkommen oder dort mittlerweile ausgestorben sind. Dies gilt beispielsweise für Guinea, das im Jahre 2004 700 Exemplare einer dort nicht vorkommenden Unterart des Kongopapageis ausführen durfte. Kamerun, Liberia, Togo, Senegal und Mali führten den Westlichen Graukopfpapagei (Poicephalus fuscicollis fuscicollis) aus, obwohl diese Unterart dort längst ausgerottet war. Auch für nicht bedrohte Arten gilt, dass geltende CITES-Regelungen nicht den intendierten Schutz darstellen:
Aus dem Senegal wurden beispielsweise zwischen 1997 und 2004 250.000 Mohrenkopfpapageien exportiert. Gleichzeitig führten dort umfangreiche Abholzungen zu einer starken Veränderung des Lebensraumes für diese Papageienart. Die Ornithologen Dieter Hoppe und Peter Welcke bezweifeln trotz anderslautender senegalesischer Angaben deshalb, dass die Population des Mohrenkopfpapageis dort nach wie vor unverändert und stabil sind.

### Schutzmaßnahmen
Für einige Arten der Langflügelpapageien bieten die afrikanischen Nationalparks und Schutzgebiete Rückzugsmöglichkeiten, die den Fortbestand der Arten sichern können. Auch wenn diese Nationalparks überwiegend zum Schutz des publikumswirksameren Großwilds Afrikas eingerichtet wurden, schützen sie auch die Lebensräume einiger der Arten der Langflügelpapageien. Zu den Nationalparks, in denen Langflügelpapageienarten beobachtet werden können, zählen die beiden Tsavo-Nationalparks, der Massai Mara-, der Serengeti- und der Etosha-Nationalpark sowie der Waterberg Reserve und der Kruger-Nationalpark. In der Republik Südafrika werden außerdem Anstrengungen unternommen, die verbleibenden Steineibenwälder zu erhalten und den Fortbestand der Kappapageien zu sichern.

## Systematik
Langflügelpapageien werden in zwei Untergattungen unterteilt. Die Untergattung Eupsittacus umfasst Kappapagei, Graukopfpapagei, Kongopapagei und Gelbkopfpapagei. Der Untergattung Poicephalus werden Mohrenkopfpapagei, Rotbauchpapagei, Goldbugpapagei, Braunkopfpapagei, Rüppellpapagei und derzeit noch der Niamniampapagei zugerechnet. Nach aktuellen DNA-Studien haben sich die Vorfahren der Poicephalus-Arten schon sehr früh von denen des Graupapageis und den Unzertrennlichen abgespalten. Im selben Zeitfenster hat sich die Aufspaltung in die beiden Untergattungen ereignet.
Das folgende Kladogramm zeigt die Gattung Poicephalus mit ihren jeweiligen Verwandtschaftsgraden nach aktuellem Wissensstand an. Im Kladogramm ist der Niamniampapagei (Poicephalus crassus) nicht aufgeführt, weil sein Artstatus umstritten ist. Möglicherweise wird zukünftig einer der Unterarten des Graukopfpapageis dagegen der Artstatus zugestanden.
| N.N.                    | \| \| Poicephalus gulielmi \| \| \| \| \| \| Poicephalus robustus \| \| \| \| \| \| Poicephalus fuscicollis \| \| Vorlage:Klade/Wartung/3 \| \| |
|                         | \| \| Poicephalus gulielmi \| \| \| \| \| \| Poicephalus robustus \| \| \| \| \| \| Poicephalus fuscicollis \| \| Vorlage:Klade/Wartung/3 \| \| |
|                         | Poicepalus flavifrons |
|                         | |
|                         | Poicephalus gulielmi |
|                         | |
|                         | Poicephalus robustus |
|                         | |
|                         | Poicephalus fuscicollis |
| Vorlage:Klade/Wartung/3 | |

|                         | Poicephalus gulielmi    |
|                         |                         |
|                         | Poicephalus robustus    |
|                         |                         |
|                         | Poicephalus fuscicollis |
| Vorlage:Klade/Wartung/3 |                         |

|  | Poicephalus senegalus   |
|  |                         |
|  | Poicephalus rufiventris |
|  |                         |

|                         | Poicephalus cryptoxanthus |
|                         |                           |
|                         | Poicephalus meyeri        |
|                         |                           |
|                         | Poicephalus rüppellii     |
| Vorlage:Klade/Wartung/3 |                           |

|  | Poicephalus senegalus   |
|  |                         |
|  | Poicephalus rufiventris |
|  |                         |

|                         | Poicephalus cryptoxanthus |
|                         |                           |
|                         | Poicephalus meyeri        |
|                         |                           |
|                         | Poicephalus rüppellii     |
| Vorlage:Klade/Wartung/3 |                           |

| N.N.                    | \| \| Poicephalus gulielmi \| \| \| \| \| \| Poicephalus robustus \| \| \| \| \| \| Poicephalus fuscicollis \| \| Vorlage:Klade/Wartung/3 \| \| |
|                         | \| \| Poicephalus gulielmi \| \| \| \| \| \| Poicephalus robustus \| \| \| \| \| \| Poicephalus fuscicollis \| \| Vorlage:Klade/Wartung/3 \| \| |
|                         | Poicepalus flavifrons |
|                         | |
|                         | Poicephalus gulielmi |
|                         | |
|                         | Poicephalus robustus |
|                         | |
|                         | Poicephalus fuscicollis |
| Vorlage:Klade/Wartung/3 | |

|                         | Poicephalus gulielmi    |
|                         |                         |
|                         | Poicephalus robustus    |
|                         |                         |
|                         | Poicephalus fuscicollis |
| Vorlage:Klade/Wartung/3 |                         |

|  | Poicephalus senegalus   |
|  |                         |
|  | Poicephalus rufiventris |
|  |                         |

|                         | Poicephalus cryptoxanthus |
|                         |                           |
|                         | Poicephalus meyeri        |
|                         |                           |
|                         | Poicephalus rüppellii     |
| Vorlage:Klade/Wartung/3 |                           |

|  | Poicephalus senegalus   |
|  |                         |
|  | Poicephalus rufiventris |
|  |                         |

|                         | Poicephalus cryptoxanthus |
|                         |                           |
|                         | Poicephalus meyeri        |
|                         |                           |
|                         | Poicephalus rüppellii     |
| Vorlage:Klade/Wartung/3 |                           |

## Langflügelpapageien in menschlicher Obhut
Wie alle Papageien sind auch Langflügelpapageien anspruchsvolle Pfleglinge. Als soziale Tiere, die einen großen Teil ihres Verhaltens von ihren Artgenossen erlernen, sollten sie nie allein gehalten werden. Ihre Haltung muss berücksichtigen, dass diese Arten in der freien Natur schnelle und wendige Flieger sind, die auf der Suche nach Nahrung lange Strecken zurücklegen. Auf eine Haltung in Wohnräumen reagieren Papageien außerdem häufig mit Atemwegsproblemen. Die gesetzlichen Bestimmungen der einzelnen Länder lassen eine Käfighaltung zwar noch zu, optimale Haltebedingungen bieten aber nur Außenvolieren mit einem angrenzenden und beheizbaren Schutzraum.